# Danville (Kalifornie)
Danville je město ve Spojených státech amerických. Nachází se v okrese Contra Costa County ve státě Kalifornie. Ve městě žije přibližně 44 tisíc obyvatel a jeho rozloha činí 46,7 km². Leží v San Ramon Valley. Na jihu sousedí s městem San Ramon a na severu s komunitou Alamo.
Město bylo založeno roku 1982. Od roku 2018 bylo město petkrát po sobě označeno jako nejbezpečnější město v celé Kalifornii. Městem prochází Iron Horse Regional Trail. Městu se někdy přezdívá Heart of the San Ramon Valley (srdce Údolí San Ramon). Nachází se zde Eugene O'Neill National Historic Site a Blackhawk Museum.

## Rodáci
- Chris Wondolowski (* 1983) – americký fotbalista